# Leptosphaeria lucina
Leptosphaeria lucina är en svampart som beskrevs av Sacc. 1875. Leptosphaeria lucina ingår i släktet Leptosphaeria och familjen Leptosphaeriaceae.   Inga underarter finns listade i Catalogue of Life.